# Pieter Conradie
Pieter Conradie (Pretoria, Sudáfrica, 20 de octubre de 1994) es un atleta sudafricano, especialista en la prueba de 4x400 m, en la que logró ser subcampeón africano en 2018.

## Carrera deportiva
En el Campeonato Africano de Atletismo de 2018 celebrado en Asaba (Nigeria) ganó la medalla de plata en los relevos de 4x400 metros, con un tiempo de 3:03.50 segundos, tras Kenia (oro con 3:00.92 segundos que fue récord de los campeonatos) y por delante de Nigeria (bronce con 3:04.88 segundos).